# Jeannou Lacaze
Pour les articles homonymes, voir Lacaze.
Jeannou Lacaze, né le 11 février 1924 à Hué en Indochine française (Annam), mort le 1er août 2005 à Paris 7e, est un militaire et homme politique français. Engagé dans la résistance, il fait ensuite carrière dans l'armée. Il atteint le grade de général et est le chef d'État-Major des armées de 1981 à 1985. Il a également été député européen de 1989 à 1994.

## Biographie

### Premières années
Jeannou Lacaze naît en Indochine, fils d'un sous-officier de la Gendarmerie française et d'une Annamite d'origine chinoise. Il étudie au Lycée Michel-Montaigne de Bordeaux.

### De 1944 à 1950
À l’âge de vingt ans, en 1944, il rejoint les FFI et participe à la Libération. Reçu à Saint-Cyr en 1945, il fait l’École d'application de l'infanterie à Auvours dont il sort en 1947.
Détaché à sa sortie d'école au 1er régiment étranger d'infanterie au Kef en Tunisie, il rejoint ensuite le 2e régiment étranger d'infanterie (REI) en Indochine, où il sert jusqu’en 1951. Chef de section au 3e bataillon, il est grièvement blessé alors qu'il est à la tête de sa section lors de l'assaut du village de Hô Chim le 5 janvier 1948. Rapatrié sanitaire, il retourne, aussitôt sa convalescence terminée, au 2e REI dans le 1er bataillon et part pour un nouveau séjour en Indochine.

### De 1951 à 1979, opérations à l'étranger
De retour en France en 1951, il est affecté au régiment de tirailleurs marocains. Après une affectation à la section technique de l'Armée de terre, il prend le commandement de la 5e compagnie du 129e régiment d'infanterie en 1958 en Algérie.
En 1959, il est muté à la 11e demi-brigade parachutiste de choc.
Après un passage par l'École de guerre, il prend le commandement du 2e régiment étranger de parachutistes après le colonel Paul Arnaud de Foïard le 18 juillet 1967. Il conduit son régiment au Tchad lors de l'intervention française de 1969. Il opère également au Togo et en Côte d'Ivoire.
Quittant la Légion étrangère, il rejoint les services de renseignement extérieurs en avril 1971, où il devient directeur du renseignement, possiblement à la demande du ministre des armées Pierre Messmer. En 1973, il est l'officier traitant de Bob Denard, ce qui souligne l'importance du chef mercenaire français dans le cadre de la politique étrangère française.
Il prend en 1977 le commandement de la 11e division parachutiste, qu'il conserve jusqu'en 1979. C'est durant son commandement que le 2e REP intervient à Kolwezi au Zaïre et que l'Armée française déclenche des actions extérieures au Liban et en Mauritanie.

### De 1980 à 1985, chef d'état-major
Il gagne la confiance du président de la République Valéry Giscard d'Estaing qui le nomme gouverneur militaire de Paris en 1980, et chef d'État-Major des armées le 1er février 1981, soit quelques mois avant l'élection de François Mitterrand. Le nouveau président le maintient à son poste jusqu'à son âge légal de départ à la retraite en 1985, alors qu'il totalise quarante-et-une années de service.
Titulaire de la Croix du combattant volontaire et de la Croix du combattant, le général Jeannou Lacaze est grand officier de la Légion d'honneur. Il est décoré de la croix de la Valeur militaire avec trois étoiles et de la Croix de guerre des Théâtres d'opérations extérieurs avec une palme et deux étoiles. Il totalise six citations.

### De 1986 à 2005, conseiller spécial
En 1986, il devient conseiller spécial auprès du ministre français de la Défense pour les relations militaires avec les pays africains ayant signé des accords de défense. Il devient également conseiller de plusieurs présidents africains : (Mobutu Sese Seko, Denis Sassou-Nguesso et Félix Houphouët-Boigny). Il s'est rendu plusieurs fois en Irak avant l'invasion du Koweït en 1991 pour soutenir la vente d'armements et de savoir-faire français au régime de Saddam Hussein.
En 1989, il se lance dans la politique. Il est député européen de 1989 à 1994, sous l'étiquette du CNIP avant de créer son propre parti, l'Union des indépendants (UDI). Il exerce également la présidence d'honneur de l'association Paris solidarité métro (lutte contre l'exclusion). On le surnomme « le sphinx », du fait qu'il ne parle que rarement et garde de nombreux renseignements pour lui. En 1995, il fonde Le Conseil commercial et industriel franco-irakien, pour vendre des armes à Saddam Hussein. La même année, il crée une association d'encouragement à de bonnes relations avec la Corée du Nord. Il intervient en qualité de « témoin de moralité » lors du procès du mercenaire Bob Denard -dont il était l'officier traitant- en 1999
Il meurt le lundi 1er août 2005 à l'âge de 81 ans, ses obsèques ont lieu le jeudi 4 août dans la cour d'honneur des Invalides, à Paris.

### Engagement philosophique et franc-maçonnerie
Franc-maçon,, il fonde en 2003 avec François Thual et le général René Imbot la Grande Loge des cultures et de la spiritualité (GLCS). Les membres de sa loge sont « présents à la cérémonie donnée en son honneur aux Invalides ».

## Décorations
Grand officier de la Légion d'honneur

 Croix de guerre des Théâtres d'opérations extérieurs (avec une palme et deux étoiles)

 Croix de la Valeur militaire (avec trois étoiles)

 Croix du combattant volontaire de la guerre de 1939-1945

 Croix du combattant

## Publications
- Le Président et le champignon, Paris, éditions Albin Michel, 1991.